# Karla & Jonas
Karla & Jonas ist ein 2010 erschienener dänischer Jugendfilm.

## Handlung
Der 12-jährigen Karla in Kopenhagen wird einige Zeit nach den Sommerferien klar, dass sie noch immer total in Jonas verliebt ist, den sie in den Ferien kennengelernt hat. Zwar ist sie davon überzeugt, dass er sie längst vergessen hat, doch ihre Freundin überredet sie, ihn anzurufen. Jonas wohnt in einem Kinderheim, und angeblich um einen Schulaufsatz über das Leben im Heim zu schreiben, besucht sie ihn am nächsten Tag.
Dabei stellt sich heraus, dass Jonas seine Mutter nie kennengelernt hat und nicht einmal ihren Namen kennt, er hat nur ein Foto von ihr. Er wurde als Baby ins Heim eingewiesen. Dass seine Mutter sich dann nie wieder gemeldet hat, schmerzt ihn sehr. Ein erster Konflikt ergibt sich daraus, dass Karla darunter leidet, eine Mutter zu haben, von der sie sich bevormundet fühlt, was Jonas nicht verstehen kann.
Karla entschuldigt sich bei Jonas für ihre Gedankenlosigkeit und schlägt ihm vor, seine Mutter gemeinsam zu suchen. Mit einer Gaunerei bekommen sie den Namen der Mutter heraus, und dass sie in Aarhus lebt.
Ohne Kenntnis von Eltern oder Heimleitung fahren sie mit dem Zug nach Aarhus, um dort alle gemeldeten Frauen dieses Namens abzuklappern. Bald haben sie kein Geld mehr und verpassen den letzten Bus. Eine mittellose fremde Familie nimmt sie auf, doch dort halten sie es nicht aus und gehen doch zu Karlas Oma, die einsichtig kooperiert und nicht sofort die Eltern informiert. Am folgenden Tag stoßen sie durch einige Glücksfälle auf eine Friseurin, die jetzt geheiratet und einen anderen Nachnamen hat, aber tatsächlich Jonas’ Mutter ist. Zu Jonas’ Überraschung ist sie überglücklich darüber, dass er sie gefunden hat. Sie habe auch lange nach ihm gesucht, aber das sei bei einmal weggegebenen Kindern sehr schwierig. Auch ihr Mann und ihre Tochter heißen ihn in der Familie willkommen.
Da der Familie außerdem ein Umzug nach Kopenhagen bevorsteht, löst sich auch Karlas letzte Sorge einer weiten Trennung auf. Endlich hat sie Gewissheit, dass auch Jonas sie gern zur Freundin hat. Zu Hause befürchtet sie eine Strafpredigt ihrer Mutter, doch diese hat eingesehen, dass sie Karla ihren Kopf lassen muss, und bietet ihr für die Zukunft ihre Hilfe an.